# Ano Doliana
Ano Doliana (Grieks: Άνω Δολιανά) (Ano betekent "bovenste") of gewoon Doliana, is een bergachtig dorp in de gemeente Voreia Kynouria, in het oosten van Arcadia, Griekenland. Vanaf 2011 had het 90 inwoners. Het is een beschermde traditionele nederzetting.

## Activiteiten

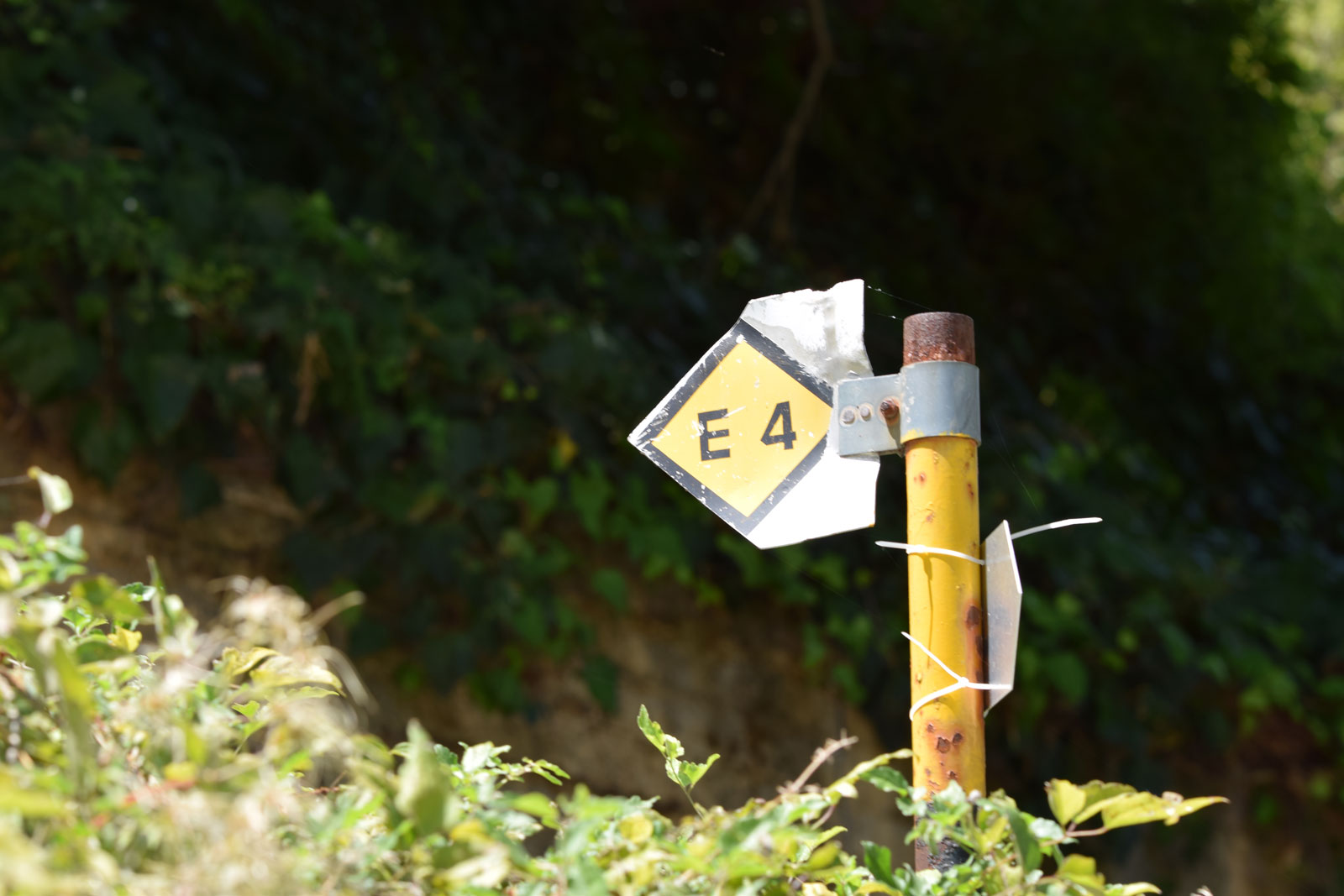
E4 Europees padteken in Ano Doliana

Het Europese langeafstandspad E4 kruist dwars door Doliana.